# Ndjuka (langue)
Pour un article plus général, voir Nenge tongo.
Le ndjuka (appelé aussi ndyuka, aucan ou aukan) est un créole basé sur l'anglais parlé au Suriname et dans l'ouest de la Guyane française. Plus précisément à gran santi, albina, mana et à saint Laurent du Maroni depuis la guerre du Suriname,C'est la langue de la communauté Ndjuka (ou n'Djuga) vivant le long du fleuve Maroni, dans les régions frontalières entre le Suriname et la Guyane française. Il est le plus souvent considéré comme une simple variante de la langue des Aluku,et des Paramaka, très largement inter-compréhensibles.
Le ndjuka appartient aux langues businenge, créoles nés du contact entre les langues des colons (principalement l'anglais) et les langues africaines des esclaves. Ces langues présentent des originalités marquées par rapport à la plupart des créoles, notamment leur système tonal et leur indépendance lexicale vis-à-vis de la langue de base.

## Histoire

### Syllabaire afaka
Syllabaire de 56 signes inventé par Afaka Atumisi (ou Atoemoesi), un Djuka (membre d'une communauté d'esclaves échappés au Surinam) pour transcrire la langue ndyuka. Cette écriture lui serait apparue en songe en 1910 lors du passage de la comète de Halley. 

## Exemple
Voici un exemple de texte ndjuka, et sa traduction en anglais (montrant les similitudes ainsi que l'évolution lexicale), tiré de Languages of the Guianas (SIL Publications)[réf. à confirmer] :
- En so den ben ábaa na a líba, dísi wi káai Kawína Líba. Di den ábaa de, de ábaa téke gwe na ópu fu Kawína. En so den ben wáka lánga lánga gwe téee na Mamá Ndjúka éde, pe wi káai Mamá Ndjúka.
- anglais : And so they crossed the river we call Kawina (Commewijne). Having crossed it, they went way upstream along the Commewijne. Thus they walked a long, long way, clear to the upper Tapanahonij, the place we call Mama Ndjuka.